# Unité urbaine de Port-des-Barques
L'unité urbaine de Port-des-Barques est une unité urbaine française centrée sur Port-des-Barques, station balnéaire sur la côte Atlantique de la Charente-Maritime, située sur la rive gauche de l'embouchure de la Charente, en région Nouvelle-Aquitaine.

## Données générales
Dans le zonage réalisé par l'Insee en 2010, l'unité urbaine était composée de deux communes.
Dans le nouveau zonage réalisé en 2020, elle est composée des deux mêmes communes. 
En 2022, avec 2 968 habitants, elle représente la 28e unité urbaine du département de Charente-Maritime.
En 2022, sa densité de population s'élève à 114 hab/km2. Par sa superficie, elle représente 0,38 % du territoire départemental et, par sa population, elle regroupe 0,44 % de la population du département de Charente-Maritime.

## Composition 2020 de l'unité urbaine
Elle est composée des deux communes suivantes :
| Nom                             | Code Insee | Département       | Statut       | Superficie (km2) | Population (dernière pop. légale) | Densité (hab./km2) | Modifier                                    |
| ------------------------------- | ---------- | ----------------- | ------------ | ---------------- | --------------------------------- | ------------------ | ------------------------------------------- |
| Port-des-Barques (ville-centre) | 17484      | Charente-Maritime | ville-centre | 5,66             | 1 754 (2022)                      | 310                | modifier les données · modifier les données |
| Saint-Nazaire-sur-Charente      | 17375      | Charente-Maritime | banlieue     | 20,31            | 1 214 (2022)                      | 60                 | modifier les données · modifier les données |

## Évolution démographique
| 1968  | 1975  | 1982  | 1990  | 1999  | 2006  | 2011  | 2016  | 2022  |
| ----- | ----- | ----- | ----- | ----- | ----- | ----- | ----- | ----- |
| 1 951 | 1 898 | 2 185 | 2 289 | 2 384 | 2 828 | 3 014 | 2 969 | 2 968 |

#### Données générales
- Unité urbaine en France
- Aire d'attraction d'une ville
- Liste des unités urbaines de France

#### Données démographiques en rapport avec l'unité urbaine de Port-des-Barques
- Aire d'attraction de Rochefort
- Arrondissement de Rochefort

#### Données démographiques en rapport avec la Charente-Maritime
- Démographie de la Charente-Maritime